# Kanton Saint-Berthevin
Saint-Berthevin is een kanton van het Franse departement Mayenne. Het kanton maakt deel uit van het arrondissement Laval.

## Gemeenten
Het kanton Saint-Berthevin omvatte tot 2014 de volgende 7 gemeenten:
- Ahuillé
- Astillé
- Courbeveille
- L'Huisserie
- Montigné-le-Brillant
- Nuillé-sur-Vicoin
- Saint-Berthevin (hoofdplaats)

Na de herindeling van de kantons bij decreet van 21 februari 2014, met uitwerking op 22 maart 2015, omvat het volgende gemeenten: 
- Changé
- Saint-Berthevin (hoofdplaats)
- Saint-Germain-le-Fouilloux
- Saint-Jean-sur-Mayenne